# Columbo: Mord à la Carte
Mord à la Carte (Originaltitel: Murder Under Glass, Alternativtitel: Lauter Feinschmecker) ist eine erstmals auf NBC gesendete Episode der Kriminalfilm-Reihe Columbo aus dem Jahr 1978. Die deutschsprachige Erstausstrahlung der zweiten Folge der siebenten Staffel folgte 1983 im Deutschen Fernsehen. Der französische Schauspieler Louis Jourdan verkörpert als Gourmet-Kritiker Paul Gerard den Gegenspieler von Inspektor Columbo, dargestellt von Peter Falk.

## Handlung
Paul Gerard arbeitet als anerkannter Gourmet-Kritiker. Seinen Erfolg verdankt er jedoch Bestechungsgeldern, die er von den Restaurantbesitzern als Gegenleistung für positive Bewertungen erpresst. Vittorio Rossi als einer der Betroffenen möchte die unlauteren Abmachungen aufkündigen und droht, diese an die Öffentlichkeit zu bringen. Zu einer privaten Unterredung an einem Ruhetag trifft Gerard in Rossis Restaurantküche bereits vorbereitet ein: Er deponiert dort in einem unbeobachteten Moment einen hausüblichen Überdruckkorkenzieher, den er zuvor mit dem Gift des Kugelfisches präpariert hat, damit es beim Öffnen der Flasche in das Getränk gelangt. Nachdem Gerard seinen Besuch beendet hat, öffnet Rossi den Wein und stirbt kurz darauf in Anwesenheit seines Neffen Mario DeLuca. Der Kellner spricht nur italienisch und konnte dem Streitgespräch zuvor nicht folgen.
Columbo beginnt vor Ort mit seinen Untersuchungen und vermutet zunächst, dass das zubereitete Essen vergiftet sei. Aber sowohl Küchenchef Albert als auch der von der Polizei herbeigerufene Gerard geben an, ebenfalls davon gekostet und keine gesundheitlichen Beschwerden zu haben. Der befragte DeLuca berichtet von einem Wutausbruch seines Onkels nach dem Treffen mit Gerard. Dessen Erklärung zufolge liege der Grund darin, dass das alljährliche Kritiker-Bankett erstmals nach drei Jahren nicht in Rossis Restaurant ausgerichtet werden soll. Zudem deuten Eintragungen in Rossis Terminkalender darauf hin, dass dieser sich kürzlich mit Max Duvall und Mary Choy, zwei anderen Restaurantbesitzern, getroffen und sie in seine Pläne eingeweiht hat. Schon bald wird die Herkunft des Giftes geklärt: Es befand sich im Wein und stellt Columbo vor die Frage, wie es in genau diese zufällig ausgewählte Flasche aus dem Weinkeller gelangen konnte.
Bei einer erneuten Durchsuchung der Küche macht sich Columbo mit der Funktionsweise des Korkenziehers vertraut und findet in einer Schublade annullierte Schecks im Wert von fast 100.000 US-Dollar, die Rossi an die Restaurant Developers Association ausgestellt hat. Da keiner der Angestellten den Namen jemals gehört hat, lässt der Inspektor einen der Schecks auf Rossis Beerdigung unter den anwesenden Trauergästen herumreichen. Nur Duvall und Choy reagieren darauf. Später erklärt Choy, dass sie die Präsidentin und Duvall der Vizepräsident der Gesellschaft ist, während Rossi als Schatzmeister tätig war. Zweck der Gründung sei es gewesen, aufstrebenden Restaurants zu kommerziellem Erfolg zu verhelfen.
In der Zwischenzeit beauftragt der vorsichtige Gerard seine Geliebte und persönliche Assistentin Eve Plummer, das in seinem Auftrag unter falschem Namen eröffnete Firmenkonto wieder aufzulösen und eine längere Reise nach Europa anzutreten. Am Abend sucht Columbo Gerard und Plummer in deren Haus auf und nimmt am Abendessen teil. Anwesend ist auch Gerards japanischer Gast Kenji Ozu, der den Inspektor über die heimische Spezialität Fugu Sashimi und die Gefahren bei der Zubereitung aufklärt. Am nächsten Tag erfährt Columbo von der Bank, dass auf das Sparkonto der Restaurant Developers Association regelmäßig Beträge eingezahlt wurden. Erst vor wenigen Tagen löste eine der Verfügungsberechtigten, Irene DeMilo, das Konto fast vollständig auf und wechselte die verbleibende Summe in Reiseschecks. Aus diesen Umständen folgert der Inspektor, dass DeMilo und Plummer ein und dieselbe Person sind.
Beim abendlichen Festessen verleiht Gerard den Preis posthum an den verstorbenen Rossi und übergibt ihn DeLuca. Auf der Dankesrede, die Columbo stellvertretend hält, kündigt er an, den Mörder zeitnah zu verhaften. Für den Folgetag lädt er Gerard zu einem gemeinsamen Kochen in Rossis Restaurant ein. Erneut bringt Gerard einen mit Gift versetzten Korkenzieher mit, um den Inspektor umzubringen, sollte dieser ihn tatsächlich überführen. Während Columbo das Essen zubereitet, trägt er seine Schlussfolgerungen hinsichtlich der Erpressung und des Mordmotivs vor. Zudem schildert er, wie das Gift seiner Meinung nach in die Flasche gelangt sein muss. Aufgrund der Indizien komme nur Gerard als Mörder infrage. Zwischenzeitlich hat dieser den Wein geöffnet und das vergiftete Glas an Columbos Platz gestellt. Um auf den Ermittlungserfolg anzustoßen, trinkt der Inspektor einen Schluck. Er teilt seinem überraschten Gegenüber mit, dass er den Öffner vor dessen Besuch markiert hat, nun aber diese Kennzeichnung fehlt. Als Gerard seinen Wein trinken möchte, hält Columbo ihn davon ab, da er die Gläser vorher unauffällig vertauscht hat. Mit dem Gift im Glas hat er nun den fehlenden Beweis. Gerard habe sich von Anfang an verdächtig gemacht, weil er nach dem Anruf der Polizei sofort zurück zum Tatort eilte, ohne sich selbst bei einem Arzt auf eine mögliche Vergiftung hin untersuchen zu lassen.

## Hintergrund
Nach einer ungewöhnlich langen Pause von etwa zwei Monaten seit der Fertigstellung von Mord in eigener Regie wurde die Episode im November 1977 gedreht. Der Autor Robert van Scoyk hatte bereits in den 1960er-Jahren einige Drehbücher zur Fernsehserie The Trials of O’Brien verfasst, in der Peter Falk die Hauptrolle spielte. Als seinerzeit noch weitgehend unbekannter Regisseur zeichnete Jonathan Demme vor seiner Verpflichtung für den Spielfilm Flotte Sprüche auf Kanal 9 (Handle with Care, ursprünglich Citizens Band) verantwortlich, der wirtschaftlich hinter den Erwartungen zurückblieb. Weltweiten Erfolg erlangte er später mit dem 1991 veröffentlichten Thriller Das Schweigen der Lämmer.
Inspektor Columbo und Paul Gerard wurden als Hauptfiguren so angelegt, dass sie sich in ihrem jeweiligen Metier zwar respektieren, aber trotzdem ihre gegenseitige Abneigung unterschwellig zum Ausdruck bringen sollten. Am Ende kommt das belastete Verhältnis explizit zur Sprache, nachdem Gerard vergeblich versucht hat, Columbo zu vergiften. Eine weitere Besonderheit der Folge besteht in der Betonung des kulinarischen Aspektes. Nahezu jeder in die Handlung involvierte Küchenchef lädt den Inspektor als Zeichen der Sympathie zu einer Kostprobe seines Könnens ein, um ihn bei den Ermittlungen moralisch zu unterstützen. Folgerichtig kündigt der Trauerredner Albert auf der Beerdigung an: “As long as you’re on this case, you’ll never go hungry.” (deutsch: „Solange Sie an dem Fall arbeiten, werden Sie nie Hunger leiden.“) Obwohl eine von Columbos Eigenheiten darin besteht, bevorzugt Fast Food im Schnellimbiss zu sich zu nehmen, weiß er auch gutes Essen zu schätzen. Über die gesamte Fernsehreihe hinweg betätigt er sich zuweilen als Hobbykoch. In der Schlussszene möchte er Gerard mit einem selbst zubereiteten Gericht beeindrucken. Die lapidare Antwort seines Gegenspielers lautet: “I wish you had been a chef.” (deutsch: „Ich wünschte, Sie wären Koch geworden.“) Vordergründig stellt er dem Inspektor damit ein zweifelhaftes Zeugnis aus, lobt ihn aber gleichzeitig für das Talent in dessen wirklichem Fachgebiet.
Peter Falk verschaffte seiner damaligen Verlobten Shera Danese die zweite Rolle in einer Columbo-Episode nach Mord im Bistro. Unmittelbar nach dem Abschluss der Dreharbeiten fand am 2. Dezember 1977 die Hochzeit statt. Die gemeinsamen Flitterwochen mussten in den Januar 1978 verschoben werden, da Falk in der Folgezeit mit der vorletzten Folge der Staffel Mord per Telefon beschäftigt war.

## Besetzung und Synchronisation
Die deutschsprachige Synchronfassung entstand im Jahr 1982 bei der Studio Hamburg Synchron.
| Figur              | Darsteller       | Deutscher Sprecher    |
| ------------------ | ---------------- | --------------------- |
| Lieutenant Columbo | Peter Falk       | Klaus Schwarzkopf     |
| Gaststars          |                  |                       |
| Paul Gerard        | Louis Jourdan    | Jürgen Thormann       |
| Eve Plummer        | Shera Danese     | Karin Eckhold         |
| Max Duvall         | Richard Dysart   | Karl Walter Diess     |
| Kenji Ozu          | Makoto Iwamatsu  | Matthias Grimm        |
| Vittorio Rossi     | Michael V. Gazzo | Gottfried Kramer      |
| Albert             | Larry D. Mann    | Franz-Josef Steffens  |
| Mary Choy          | France Nuyen     | Ursula Vogel          |
| Mario DeLuca       | Antony Alda      | Andreas von der Meden |
| Weitere Darsteller |                  |                       |
| Sergeant Burke     | Todd Martin      | Rolf Mamero           |
| Crawford           | Fred Holliday    | Peter Lakenmacher     |
| Küchenchef Louis   | Alberto Morin    | Günther Jerschke      |
| Charlie            | Jim Murphy       | Manfred Schermutzki   |
| Kassiererin        | Carolyn Martin   | Heidi Berndt          |

## Rezeption
Die Fernsehzeitschrift TV Spielfilm vergab eine positive Wertung (Daumen hoch): „Delikates, gewitztes Highlight der Reihe.“
Der Autor Michael Striss wertete mit vier von vier Sternen (Höhepunkt). Er kritisierte nur die leicht konstruierte Handlung im Hinblick auf die unsichere Mordmethode: „Zwei winzige Schönheitsfehler können den überaus positiven Gesamteindruck nicht trüben: Der Zuschauer erfährt zunächst nicht, auf welche Weise Gerard das Gift in den Wein brachte. Außerdem konnte sich der Täter keinesfalls sicher sein, dass sein Opfer von dem Wein trinken würde, da Gerard zuvor bereits das Restaurant verließ. […] Dafür ist der erbitterte und stets in ausgesuchter Höflichkeit geführte Zweikampf beeindruckend. Mit Louis Jourdan ist ein idealer Darsteller der Hauptrolle gefunden worden, der einem Robert Culp oder Jack Cassidy in nichts nachsteht. Der jahrzehntelang meist als »french lover« verschlissene Schauspieler bewährt sich hier im Charakterfach. Auch die weiteren Rollen sind durchweg prominent besetzt.“
Der Autor Mark Dawidziak griff die entscheidende Szene ebenfalls auf: „Wie kann Paul absolut sicher sein, dass Vittorio den Wein trinken wird, nachdem er das Restaurant verlassen hat? Vittorio ist so wütend, um den Wein zu vergessen. Ansonsten ist dies ein köstlicher Krimi, eine vollendete Mischung aus Humor und Mord. […] Unter der geschmackvollen Regie von Jonathan Demme knistert die Episode dank der Chemie zwischen Falk und Jourdan.“
Der Autor David Koenig störte sich an der teilweise theatralischen Spielweise des Hauptdarstellers: „Falk […] begann, die Figur noch aufdringlicher, dreister und großspuriger zu spielen. Sein Vortrag wurde gleichmäßiger, dramatischer, gezwungener und seine Handgesten ausladender. In einer Szene schreit Columbo ohne ersichtlichen Grund einen jungen, schüchternen Kellner an. Indem Falk versuchte, die Figur auszuweiten, verwandelte er seine Darstellung unabsichtlich in eine groß angelegte Karikatur, wie ein Komiker, der Columbo nachahmt.“
Der Drehbuchautor Robert Van Scoyk erhielt 1979 von den Mystery Writers of America einen Edgar Allan Poe Award in der Kategorie Best Episode in a TV Series.